# David Eppstein
Pour les articles homonymes, voir Eppstein (homonymie).
Ne pas confondre avec David Epstein, également mathématicien.
David Arthur Eppstein (né en 1963) est un informaticien et mathématicien américain. Il est professeur d'informatique à l'université de Californie à Irvine. Il est connu pour son travail en géométrie algorithmique, théorie des graphes et en mathématiques récréatives.

## Biographie
Né en Angleterre de parents néo-zélandais, Eppstein est un citoyen des États-Unis.
Il a obtenu un baccalauréat universitaire ès sciences en mathématique à l'université Stanford en 1984, puis une maîtrise universitaire ès sciences (en 1985) et un doctorat d'informatique (en 1989) à l'université Columbia, après quoi il fit un stage post-doctoral au Palo Alto Research Center de Xerox. Il a rejoint la faculté d'UC Irvine en 1990, et était coprésident du département informatique de 2002 à 2005.

## Domaines de recherche
En informatique, les recherches d'Eppstein concernent essentiellement la géométrie algorithmique : arbres couvrant de poids minimal, plus courts chemins, structures de données en graphe dynamiques, coloration de graphe, tracé de graphes et optimisation géométrique. Il a aussi fait des publications dans des domaines appliqués tels que les maillages pour les éléments finis, qui sont utilisés en ingénierie, et en statistiques, en particulier en statistiques robustes, statistique multivariée, statistiques non paramétriques.

## Quelques publications
- (en) David Eppstein, « Finding the k shortest paths », SIAM Journal on Computing, vol. 28, no 2,‎ 1999, p. 652–673 (DOI 10.1109/SFCS.1994.365697)
- (en) D. Eppstein, Z. Galil (en), G. F. Italiano et A. Nissenzweig, « Sparsification—a technique for speeding up dynamic graph algorithms », Journal of the ACM, vol. 44, no 5,‎ 1997, p. 669–696 (DOI 10.1145/265910.265914)
- (en) N. Amenta, M. Bern et D. Eppstein, « The Crust and the β-Skeleton: Combinatorial Curve Reconstruction », Graphical Models and Image Processing, vol. 60, no 2,‎ 1998, p. 125 (DOI 10.1006/gmip.1998.0465)
- (en) M. Bern et D. Eppstein, « Mesh generation and optimal triangulation », Technical Report CSL-92-1, Xerox PARC,‎ 1992 (lire en ligne) Republished in (en) D.-Z. Du et F.K. Hwang, Computing in Euclidean Geometry, World Scientific, 1992, p. 23–90

### Livres
- (en) D. Eppstein, J.-Cl. Falmagne (en) et S. Ovchinnikov, Media Theory : Interdisciplinary Applied Mathematics, Springer-Verlag, 2008, 328 p. (ISBN 978-3-642-09083-7)

## Récompenses
En 2011, il a été nommé ACM Fellow pour ses contributions aux algorithmes sur les graphes et sur la géométrie algorithmique.